# فرودگاه نیوکوئی کورنوال
فرودگاه نیوکوئی کورنوال (به انگلیسی: Newquay Cornwall Airport) یک فرودگاه همگانی مسافربری با کد یاتا NQY است . این فرودگاه در شهر کورن‌وال کشور انگلستان قرار دارد و در ارتفاع ۱۱۹ متری از سطح دریا واقع شده‌است.

## شرکت‌های هواپیمایی و مقصدهای پروازی
The following airlines operate regular scheduled and charter services to and from Newquay:
| شرکت‌های هواپیمایی                          | مقصدهای پروازی |
| ------------------------------------------ | --- |
| Aer Lingus Regional اجرا توسط استوبارت ایر | دوبلین فصلی: کرک |
| یورو وینگز                                 | فصلی: دوسلدورف |
| فلای‌بی                                     | گاتویک، لیدز برادفورد، منچستر فصلی: آبردین، شهری جورج بست بلفاست، بیرمنگام، دونکاستر شفیلد رابین‌هود، ادینبرو، گلاسگو، جان لنون لیورپول، استانستد لندن، نیوکاسل |
| Isles of Scilly Skybus                     | سنت مری |
| رایان‌ایر                                   | فصلی: آلیکانته-الچه، فارو، فرانکفورت-هان |